# Diego González Cabanes
Diego González Cabanes (Villarreal, 7 maggio 1999) è un calciatore spagnolo, difensore del Ceuta.

## Caratteristiche tecniche
Difensore centrale, può giocare anche come terzino sinistro.

## Carriera
Ha iniziato a giocare a calcio nel settore giovanile del Villarreal per poi passare nel 2016 all'Almazora dove ha giocato i suoi primi incontri in Tercera División. Nel 2017 ha firmato con il Betis e l'anno successivo è stato promosso nella formazione B dove ha trascorso una stagione da titolare.
Il 29 luglio 2019 ha firmato con lo 
Som Maresme con cui ha giocato due campionati di Segunda División B per poi passare al FC Andorra nell'estate del 2021. L'anno successivo è stato ceduto in prestito all'Eldense dove ha trovato una maglia da titolare per tutta la stagione. Nell'estate del 2023 è rientrato all'Andorra, ed il 13 agosto ha fatto il suo esordio nel campionato cadetto spagnolo nella partita vinta 1-0 contro il Leganés.
Rimasto svincolato al termine della stagione, conclusa con la retrocessione in terza divisione, il 5 luglio 2024 ha firmato un biennale con l'Huesca.

## Statistiche

### Presenze e reti nei club
Statistiche aggiornate al 2 giugno 2025.
| Stagione          | Squadra           | Campionato        | Campionato | Campionato | Coppe nazionali | Coppe nazionali | Coppe nazionali | Coppe continentali | Coppe continentali | Coppe continentali | Altre coppe | Altre coppe | Altre coppe | Totale | Totale | Totale |
| Stagione          | Squadra           | Comp              | Pres       | Reti       | Comp            | Pres            | Reti            | Comp               | Pres               | Reti               | Comp        | Pres        | Reti        | Pres   | Reti   |        |
| ----------------- | ----------------- | ----------------- | ---------- | ---------- | --------------- | --------------- | --------------- | ------------------ | ------------------ | ------------------ | ----------- | ----------- | ----------- | ------ | ------ | ------ |
| 2016-2017         | Almazora          | TD                | 25         | 1          | CR              | 0               | 0               | -                  | -                  | -                  | -           | -           | -           | 25     | 1      |        |
| 2018-2019         | Betis B           | TD                | 39         | 3          | -               | -               | -               | -                  | -                  | -                  | -           | -           | -           | 39     | 3      |        |
| 2019-2020         | Som Maresme       | SDB               | 20         | 1          | CR              | 1               | 0               | -                  | -                  | -                  | CC          | 2           | 0           | 23     | 1      |        |
| 2020-2021         | Som Maresme       | SDB               | 23         | 0          | CR              | 1               | 0               | -                  | -                  | -                  | CC          | 0           | 0           | 24     | 0      |        |
| 2021-2022         | FC Andorra        | PDR               | 23         | 1          | CR              | 2               | 0               | -                  | -                  | -                  | CC          | 0           | 0           | 25     | 1      |        |
| 2022-2023         | Eldense           | PF                | 38         | 1          | CR              | 3               | 0               | -                  | -                  | -                  | -           | -           | -           | 41     | 1      |        |
| 2023-2024         | FC Andorra        | SD                | 23         | 0          | CR              | 0               | 0               | -                  | -                  | -                  | CC          | 2           | 0           | 23     | 0      |        |
| Totale FC Andorra | Totale FC Andorra | Totale FC Andorra | 48         | 1          |                 | 3               | 0               |                    | -                  | -                  |             | 2           | 0           | 53     | 1      |        |
| 2024-2025         | Huesca            | SD                | 23         | 1          | CR              | 3               | 0               | -                  | -                  | -                  | -           | -           | -           | 26     | 1      |        |
| Totale carriera   | Totale carriera   | Totale carriera   | 214        | 8          |                 | 10              | 0               |                    | -                  | -                  |             | 4           | 0           | 228    | 8      |        |